# Ladyworld
Ladyworld è un film del 2018 diretto da Amanda Kramer.
La pellicola è basata sul romanzo del 1954 Il signore delle mosche.
Le riprese sono iniziate nel gennaio 2018 a Los Angeles, in California. Il film è stato presentato in anteprima al Fantastic Film Fest di Austin il 22 settembre 2018. Il film è stato proiettato anche al BFI London Film Festival e al Toronto International Film Festival. In seguito, la Cleopatra Entertainment ha acquisito i diritti di distribuzione nel Nord America nei cinema il 2 agosto 2019.

## Trama
Otto adolescenti rimangono intrappolate in una casa insieme dopo un terremoto. Man mano che il cibo e l'acqua iniziano a scarseggiare, la loro mente comincia a vacillare e a regredire a uno stato primitivo, basandosi solo sull'istinto di sopravvivenza.